# Malcolm Carnegie McKenna
Aquest autor és citat en taxonomia animal amb el nom «McKenna».
Malcolm Carnegie McKenna (1930- 3 de març de 2008, Boulder, Colorado, Estats Units) fou un paleontòleg estatunidenc, especialment cèlebre per la seva obra Classification of Mammals Above the Species Level, escrita conjuntament amb Susan K. Bell. Es tracta d'una obra que classifica tots els mamífers, vivents o extints, coneguts. Es doctorà el 1958 per la Universitat de Califòrnia, i començà el seu treball de recerca especialitzant-se en mamífers de l'Eocè inferior dels Estats Units. El seu treball amb Bell fou tan ben rebut en l'àmbit acadèmic que eclipsà la resta de la seva considerable obra.